# Marie Corelli
Marie Corelli, vlastním jménem Mary Mackay (1. května 1855 Londýn, Anglie – 21. dubna 1924 Stratford nad Avonou, Anglie) byla anglická spisovatelka.

## Životopis
Mary Mackay se narodila v Londýně. Její matka, Elizabeth Mills, pracovala jako služebná skotského básníka a skladatele Charlese Mackaye. Ten ji adoptoval (otec zemřel před jejím narozením). V roce 1866 byla jedenáctiletá Mary poslána do pařížského kláštera, aby se dále vzdělávala. O čtyři roky později, v roce 1870, se vrátila do Británie.

### Kariéra
Mary Mackay začala svou kariéru jako klavíristka, pořádala klavírní recitály. Své účetnictví vedla pod jménem Marie Corelli. Později se vzdala koncertování a začala se věnovat psaní. 
V roce 1886 vydala svůj první román A Romance of Two Worlds. Byl to velký úspěch, ve své době byla nejčtenější autorkou beletrie. Její knihy milovali a také sbírali mimo jiné Winston Churchill, Randolph Churchill a členové britské královské rodiny.
Za své údajně melodramatické psaní čelila kritice literární elity. V publikaci The Spectator ji Grant Allen nazval „ženou žalostného talentu, která si představovala, že je geniální, a byla jako génius veřejností přijímána, své obvyklé sentimentálnosti a předsudky obestřela okouzlujícím prostředím.“ James Agate ji představoval jako kombinaci „fantazie Edgara Alana Poea se stylem Marie Louis Ramé (Ouidy) a mentality chůvy“.
Opakujícím se tématem jejích knih jsou její pokusy o smíření křesťanství s reinkarnací, astrální projekcí a dalšími mystickými myšlenkami. V určitém okamžiku byla spojována s rosekruciány (Fraternitas Rosae Crucis) a s mystiky a její knihy byly součástí základu dnešní esoterické filozofie. Její portrét namalovala anglická malířka Helen Donald-Smith.
Maria Corelli neměla s tiskem nejlepší vztahy. V roce 1902 napsala redaktorce „The Gentlewoman“. Stěžovala si, že její jméno bylo vynecháno ze seznamu hostů na pozvánce na „Highland Gathering“ (Hry na Vysočině) v Braemaru (vesnice ve Skotsku). Maria měla podezření, že k tomu došlo úmyslně. Redaktorka odpověděla, že její jméno bylo skutečně úmyslně vynecháno, a to pro její opovrhování tiskem a také pro její obviňování lidí z údajného snobství těch kteří prý pouze touží objevit se ve zprávách ze společnosti. Oba dopisy byly zveřejněny v plném rozsahu v příštím čísle.
Spisovatelka také získala určitou slávu poté, co byl zveřejněn její dopis o kletbě faraonů v novinách New York World. Corelli tvrdila, že varovala George Herberta, 5. hraběte z Carnarvonu (jednoho z objevitelů Tutanchamonovy hrobky), před „strašlivým trestem“, který postihne každého, kdo se opováží vyloupit egyptské hrobky. Psala, že cituje starou knihu, která prohlašuje, že v hrobkách po pohřbech zůstaly jedy.
Marie Corelli si svůj literární úspěch užívala až do první světové války. Výnos z prodeje jejích románů převýšil součet výnosů z prodeje jejích populárních současníků, včetně Arthura Conana Doyle, Herberta George Wellse a Rudyarda Kiplinga, ačkoli kritici se často posmívali její práci a nazývali ji „oblíbenkyně obyčejných lidí“.

### Osobní život

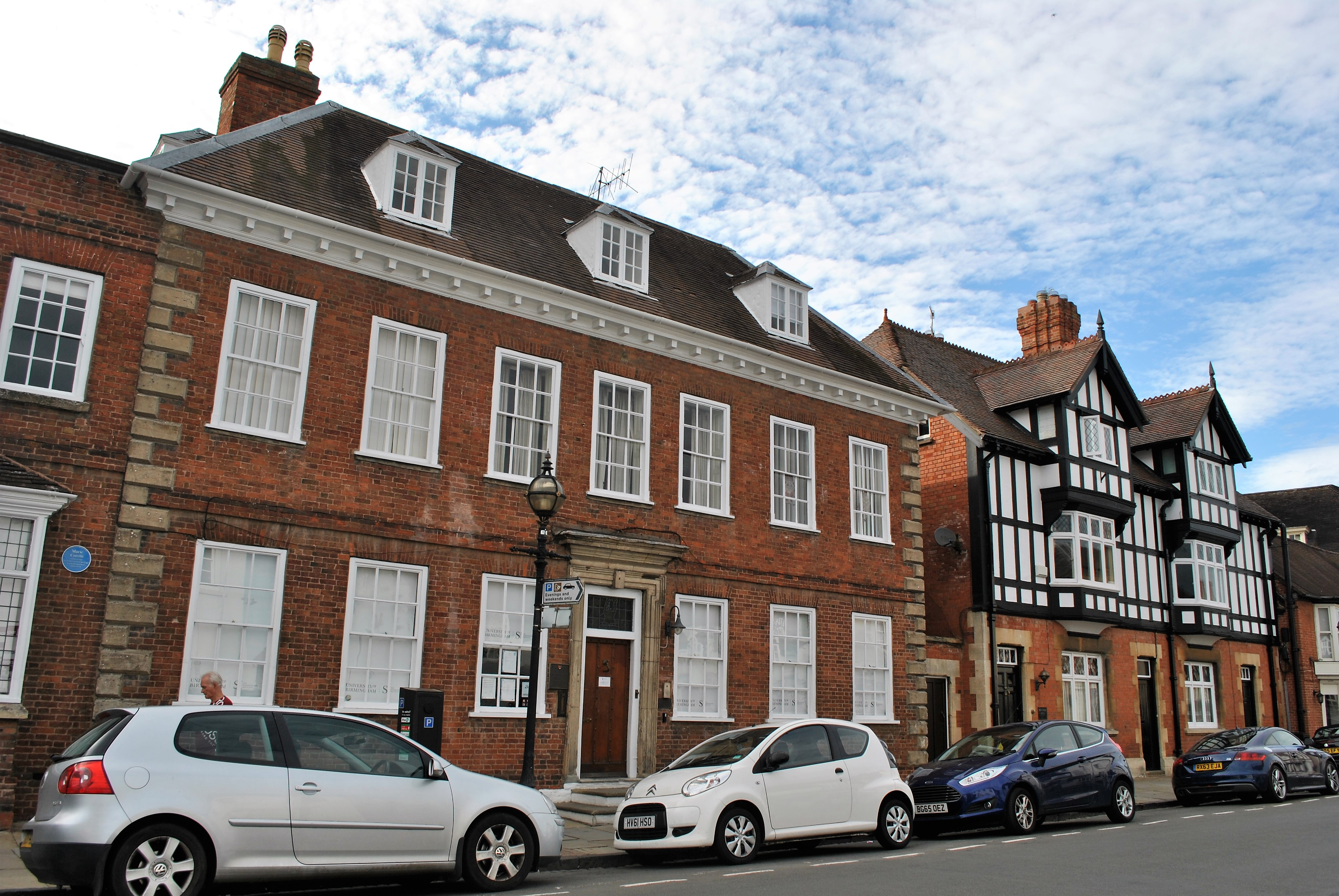
Dům Marie Corelli ve Stratfordu nad Avonou, nyní zde sídlí Shakespeare Institute

Corelli strávila poslední roky ve Stratfordu nad Avonou. Tam tvrdě bojovala za zachování zdejších budov ze 17. století a věnovala peníze na pomoc jejich majitelům při odstraňování omítek nebo zdiva, které často zakrývaly jejich původní hrázděné fasády. Spisovatelka Barbara Comyns zmiňuje její hostování na výstavě artefaktů nalezených na původním anglosaském pohřebišti v Bidford-on-Avon (hrabství Warwickshire) v roce 1923. Výstřednost Marie Corelli byla dobře známa. Jezdila po řece Avoně v gondole řízené gondolierem, kterého si přivezla z italských Benátek. Ve své autobiografii se Mark Twain zmiňuje o Marii Corelli, kterou si příliš neoblíbil. Píše, že ji navštívil ve Stratfordu a jak setkání změnilo jeho vnímání Corelliové.

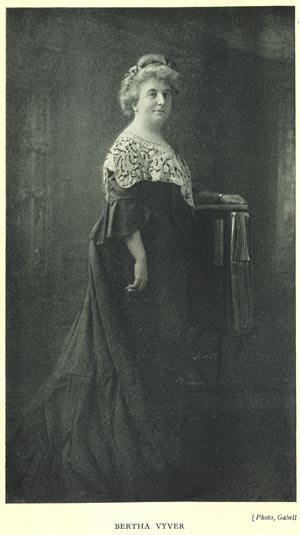
Bertha Vyver

Corelli žila více než čtyřicet let se svou společnicí Berthou Vyverovou, které po smrti všechno zanechala. Neidentifikovala se jako lesbička, ale několik autorů životopisů a kritiků si všimlo častých erotických popisů ženské krásy, které se objevují v jejích románech, i když jsou pronášeny muži.

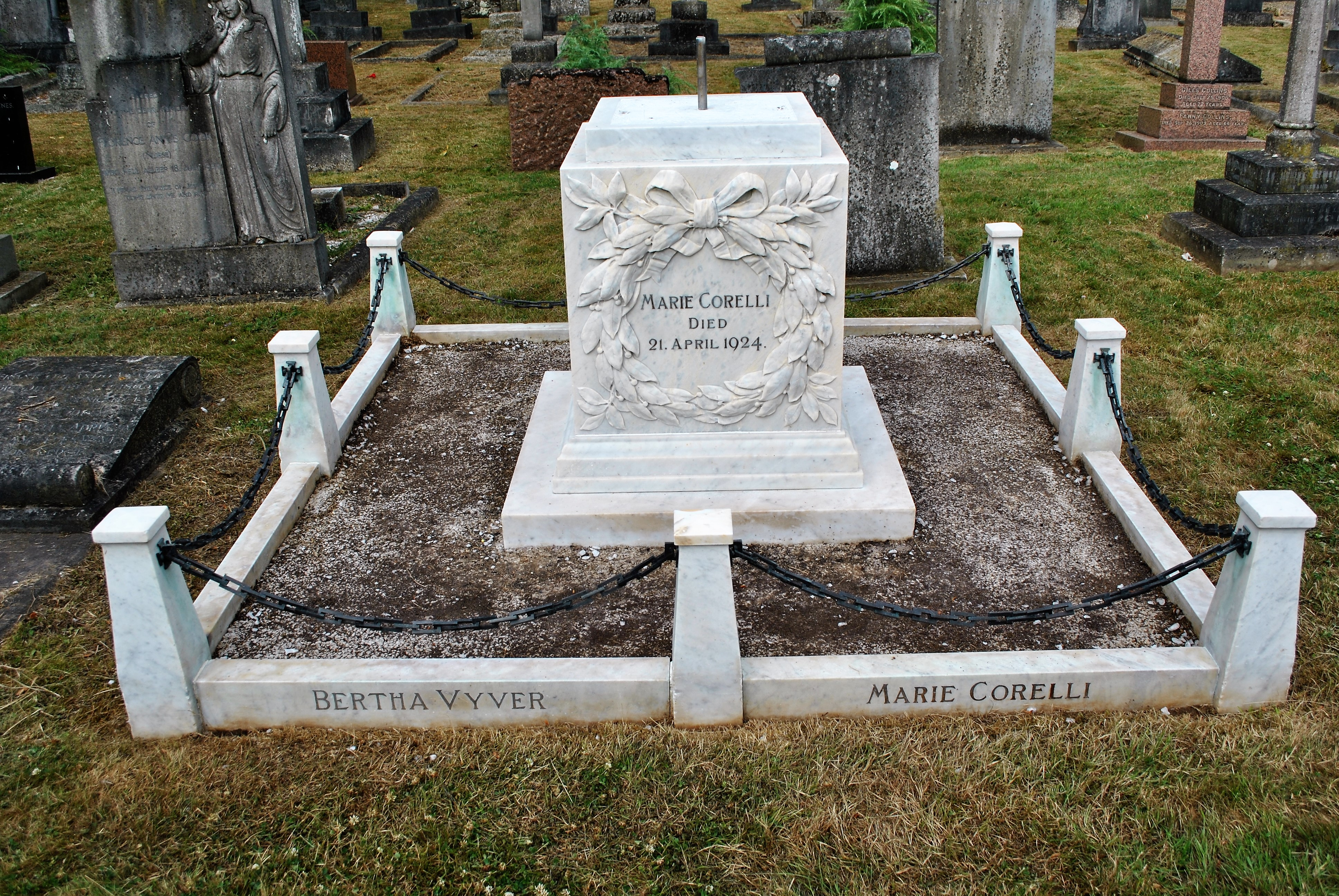
hřbitov Evesham Road.

Bylo známo, že Corelli měla opravdovou vášeň pro umělce Arthura Severna, kterému denně psala dopisy od roku 1906 do roku 1917. Severn byl synem Josepha Severna a blízkým přítelem Johna Ruskina. V roce 1910 spolupracovala se Severnem na filmu The Devil's Motor. Její dlouhá láska k ženatému malíři, její jediné známé romantické pouto k nějakému muži, zůstala neopětovaná; ve skutečnosti Severn často její úspěchy bagatelizoval. Během první světové války utrpěla osobní pověst Corelliové, když byla usvědčena z hromadění jídla.
Zemřela ve Stratfordu a je tam pohřbena na hřbitově Evesham Road. Později byla vedle ní pohřbena i Bertha van der Vyver.

### Odkaz
Maria Corelli zřejmě byla inspirací pro nejméně dvě z postav Edwarda Frederica Bensona v jeho sérii šesti románů vydaných pod souhrnným názvem Mapp and Lucia a také pro dvě britské televizní adaptace založené na těchto románech. Hlavní postava, Emmeline „Lucia“ Lucas, je marnivá a snobská žena z vyšší střední třídy s posedlou touhou být vůdčím světlem své komunity, touží se stýkat se šlechtou a vidět své jméno uváděné ve sloupcích ze společnosti. Lucia je popsaná jako komická osoba předstírající vzdělání a hudební talent, z nichž ani jedno nemá. Také předstírá, že umí italsky, což právě Corelli dělala. Postava slečny Susan Leg je velmi úspěšná spisovatelka romantických románků píšící pod pseudonymem Rudolph da Vinci. Ve filmu E. F. Bensona „Secret Livesy“ píše slavná spisovatelka Susan Leg knihu, ve které je hrdinkou další spisovatelka – Serena Lomond. Tato postava má být velmi podobná samotné Susan, ale ve skutečnosti je Serena Lomondová plivnutím na postavu Mavis Clare ve filmu „The Sorrows of Satan“ od Marie Corelli. Postava se objevuje v Bensonově díle několik let po smrti Marie Corelli v roce 1924.
Moderní kritik napsal, že Corelliová byla pravděpodobně také inspirací pro hlavní postavu „Rity“ (Elizy Humphreysové) v románu Diana of the Ephesians, která vyšla rok před prvním vydáním románu Lucia od Bensona.
V roce 2007 byl britský film Angel, založený na knize Elizabeth Taylor, uveden jako jen lehce zahalená biografie Marie Corelli. Ve filmu si zahrála Romola Garai v roli Corelli a také Sam Neill a Charlotte Rampling. Režíroval jej François Ozon, který uvedl: „Postava Angely byla inspirována Marií Corelli, současnicí Oscara Wilda a oblíbené spisovatelky královny Viktorie.“Corelli byla jednou z prvních autorek, která se stala hvězdou, a psala bestsellery pro veřejnost, která ji zbožňovala. Dnes byla do značné míry zapomenuta, dokonce i v Anglii.“

## Dílo

### Romány
- A Romance of Two Worlds (1886)
- Vendetta! (1886)
- Thelma (1887)
- Ardath (1889)
- Wormwood: A Drama of Paris (1890)
- The Soul of Lilith (1892)
- Barabbas, A Dream of the World's Tragedy (1893)
- My Wonderful Wife (1895), Mademoiselle Zephyr (1895), The Lady with the Carnations (1895)
- The Sorrows of Satan (1895)
- The Mighty Atom (1896)
- The Murder of Delicia (1896)
- Ziska: The Problem of a Wicked Soul (1897)
- Jane (1597)
- Boy (1900)
- The Master-Christian (1900)
- Temporal Power: a Study in Supremacy (1902)
- God's Good Man (1904)
- The Strange Visitation of Josiah McNasson: A Ghost Story (1904)
- Treasure of Heaven (1906)
- Holy Orders, The Tragedy of a Quiet Life (1908)
- The Life Everlasting (1911)
- Innocent: Her Fancy and His Fact (1914)
- The Young Diana (1918)
- The Secret Power (1921)
- Love and the Philosopher (1923)
- Open Confession to a Man from a Woman (1925)

### Sbírky povídek
- Cameos: Short Stories (1895)
- The Song of Miriam & Other Stories (1898)
- A Christmas Greeting (1902)
- Delicia & Other Stories (1907)
- The Love of Long Ago, and Other Stories (1918)